# Балахна (Липецкая область)
Балахна — село в Задонском районе Липецкой области России. Входит в Ксизовский сельсовет.

## История
Село было основано выходцами из близлежащих сёл Ксизово и Замятино в XVIII веке. Упоминается в ревизских сказках 1762 года. Отмечается на картах с 1797 года.
Название восходит к диалектному слову балахна, которое означает «ветряная мельница».

## Географическое положение
Село расположено на Среднерусской возвышенности, в южной части Липецкой области, в южной части Задонского района, к югу от реки Дон. Расстояние до районного центра (города Задонска) — 10 км. Абсолютная высота — 165 метров над уровнем моря. Ближайшие населённые пункты — деревня Мухино, село Ольшанец, село Дегтевое, посёлок Освобождение, село Сцепное, село Замятино, село Ксизово, деревня Засновка, село Рублевка, село Калабино, деревня Лозовая. К северо-востоку от Балахны проходит автотрасса федерального значения М4 «Дон».

## Население
| 1859 | 1897  | 2010 |
| ---- | ----- | ---- |
| 909  | ↗1447 | ↘313 |

По данным Всероссийской переписи, в 2010 году численность населения села составляла 313 человек (148 мужчин и 165 женщины).

## Инфраструктура
В селе функционируют Балахновский отдел культуры и досуга и Балахновский отдел библиотечного обслуживания, являющиеся структурными подразделениями муниципального бюджетного учреждения культуры «Ксизовский центр культуры и досуга». Действуют фельдшерско-акушерский пункт и отделение связи. Деятельность в сфере сельскохозяйственного производства осуществляет предприятие среднего бизнеса ООО АПК «Задонские Нивы Чернозёмного края».

## Улицы
Уличная сеть села состоит из 7 улиц.